# Ramazan Çevik
Ramazan Çevik (Maaseik, 1 april 1992) is een Belgisch-Turks voetballer die doorgaans speelt als vleugelspeler. In juli 2025 verliet hij Arnavutköy Belediyespor.

## Clubcarrière
Çevik speelde in de prille dagen van zijn jeugdopleiding bij de clubs Verbroedering Maasmechelen en KRC Genk, alvorens naar Standard Luik te trekken. Daar wist hij zich op te knokken tot de eerste selectie, al werd hij in de zomer van 2012 verhuurd aan Fortuna Sittard. Bij die club debuteerde hij op 17 augustus 2012 op bezoek bij SC Cambuur. Het eerste doelpunt in dienst van de Nederlandse club volgde op 26 oktober 2012, in een met 2–0 gewonnen thuiswedstrijd tegen Telstar. Na een seizoen met 28 duels in de Jupiler League, keerde hij terug naar Standard Luik. Voor de Belgische topclub kwam hij niet in actie en in 2014 verkaste hij naar Antalyaspor. Ook bij de Turkse club speelde hij niet veel en hij werd op huurbasis bij Hacettepe gestald. In 2015 liet Çevik Antalyaspor achter zich. Een jaar later ging hij spelen voor Eyüpspor. Bij die club speelde hij anderhalf jaar, voor hij in de zomer van 2017 overstapte naar Sakaryaspor. Na een jaar werd Samsunspor zijn nieuwe club. Via dienstverbanden bij Kocaelispor en Esenler Erokspor verkaste Çevik in februari 2022 naar Sarıyer. Medio 2023 nam Fethiyespor hem over. Een jaar later nam Arnavutköy Belediyespor hem over.